# Barra de compasso
Em notação musical, uma barra ou compasso é um intervalo de tempo com um certo número de batidas de uma determinada duração. Em português, o uso da palavra compasso é indiscriminado, podendo indicar o conteúdo limitado por duas barras de compasso ou o compasso da música propriamente dito. O nome barra de compasso' se deriva das linhas verticais que separam os compasso entre si.

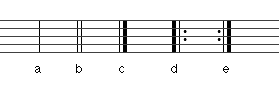
Tipos de barras. (a) padrão; (b) dupla (1ª definição); (c) dupla (2ª definição); (d) início da seção a ser repetida (ritornello); (e) repetir (ritornello)

Uma barra de compasso é uma linha vertical que separa os compassos. A barra dupla são duas barras simples desenhadas juntas separando duas seções dentro de uma peça ou uma linha seguida por outra mais espessa, indicando o fim da peça ou do movimento.  Uma barra de repetição (ritornello) é semelhante ao segundo tipo descrito anteriormente com o acréscimo de dois pontos, um sobre o outro, indicando que a seção da música que os antecede deve ser repetida. O início da seção a ser repetida é indicado pela barra  "iniciar repetição (ritornello)" mas se esta não existir subentende-se que a repetição é a partir do início da peça ou do movimento. Esta barra de iniciar a repetição não atua como uma verdadeira barra de compasso porque não tem qualquer barra antes dela, sua única função é indicar o início de uma passagem a ser repetida.
Em músicas com métricas regulares, as barras funcionam para indicar acentuação periódica na música. Tradicionalmente, a primeira batida de cada compasso é acentuada independente de sua duração. Em músicas que utilizam indicações de compasso variáveis, as barras são utilizadas para indicar o início de cada novo grupo rítmico embora esta utilização seja sujeita a uma enorme variedade de aplicações: alguns compositores utilizam barras cortadas, outros colocam as barras em diferentes locais, nas diversas partes, para indicar grupos que variam em cada parte.
Citação: "A barra é muito, muito mais do que mera acentuação e não acredito que possa ser simulada por um acento, pelo menos não na minha música." - Igor Stravinsky (DeLone et. al. (Eds.), 1975, chap. 3).
Um hiper-compasso, compasso de larga escala ou de alto nível ou, ainda, grupo-compasso é uma batida (na realidade uma hiper-batida) de uma métrica grande. Assim, uma batida está para um compasso, assim como uma hiper-batida está para um hiper-compasso. Os hiper-compassos, vistos como uma unidade, precisam ser maiores do que os compassos comuns, pois se compõem de  um padrão de batidas fortes e fracas e colocados junto a hiper-compassos adjacentes, os quais devem ter todos o mesmo tamanho, criam uma sensação de hiper-métrica. O termo foi cunhado por Edward T. Cone. (Stein 2005, p. 18-19, 329)

## História
O uso das barras passou a ser generalizado nos anos 1600, quando a música começou a ser em  partituras ao invés de em partes individuais. No século XVI, seu uso foi inicialmente restrito ao alaúde e a vihuela, tais barras eram utilizadas para indicar uma métrica regular. (Fonte: Harvard Dictionary of Music)